# 圣谷
圣谷（法語：La Vallée des Saints）位于布列塔尼阿摩尔滨海省卡诺埃特，是正在开发的旅游热点。这项工程始于2009年，它的主要目的是创作一个“三千年的布列塔尼复活节岛”，建立1000左右的布列塔尼圣者雕像（2018年有100尊左右）。